# Teixit tou

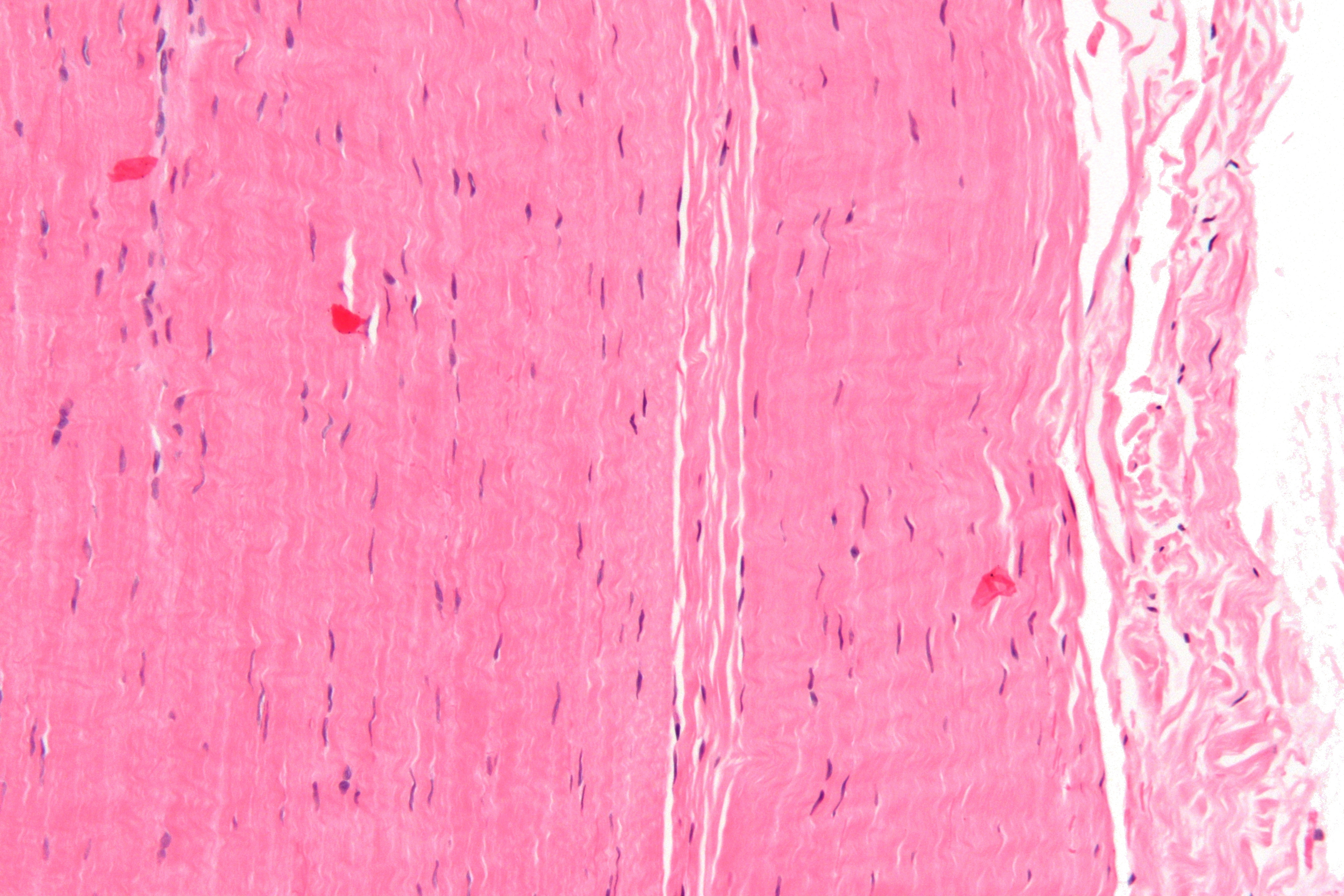
Micrografia d'un tros de teixit tou (tendó) amb tinció d'HE.

En anatomia, els teixits tous (en anglès:soft tissues) són teixits que connecten, donen suport, o envolten altres estructures i òrgans del cos, no essent os. Els teixits tous inclouen els tendons, lligaments, fàscia, pell, teixit connectiu fibrós, greix, i membrana sinovial (els quals són teixit connectiu), i músculs, nervis i vasos sanguinis (els quals no són teixit connectiu).
Els teixits tous han estat definits com a "mesènquima no epitelial, extrasquelètic".

## Composició
Les substàncies característiques dins la matriu extracel·lular són el col·lagen, l'elastina i la substància fonamental amorfa del teixit conjuntiu (ground substance). Normalment el teixit tou està molt hidratat. Els fibroblasts i les seves variacions són els responsables més comuns de produir teixits tous.